# Sphalerit
Sphalerit ((Zn,Fe)S) là khoáng vật quặng kẽm chủ yếu. Nó bao gồm phần lớn kẽm sulfide ở dạng kết tinh nhưng nó luôn chứa hàm lượng sắt thay đổi. Khi hàm lượng sắt cao nó có chuyển sang màu đen mờ gọi là marmatit. Khoáng vật này luôn được tìm thấy cùng với galen, pyrit, và các khoáng vật sulfide khác cùng với canxit, dolomit, và fluorit. Các thành phần chiếm tỷ lệ ít hơn như kẽm blend, chì mock, galen giả và  black-jack.

## Cấu trúc

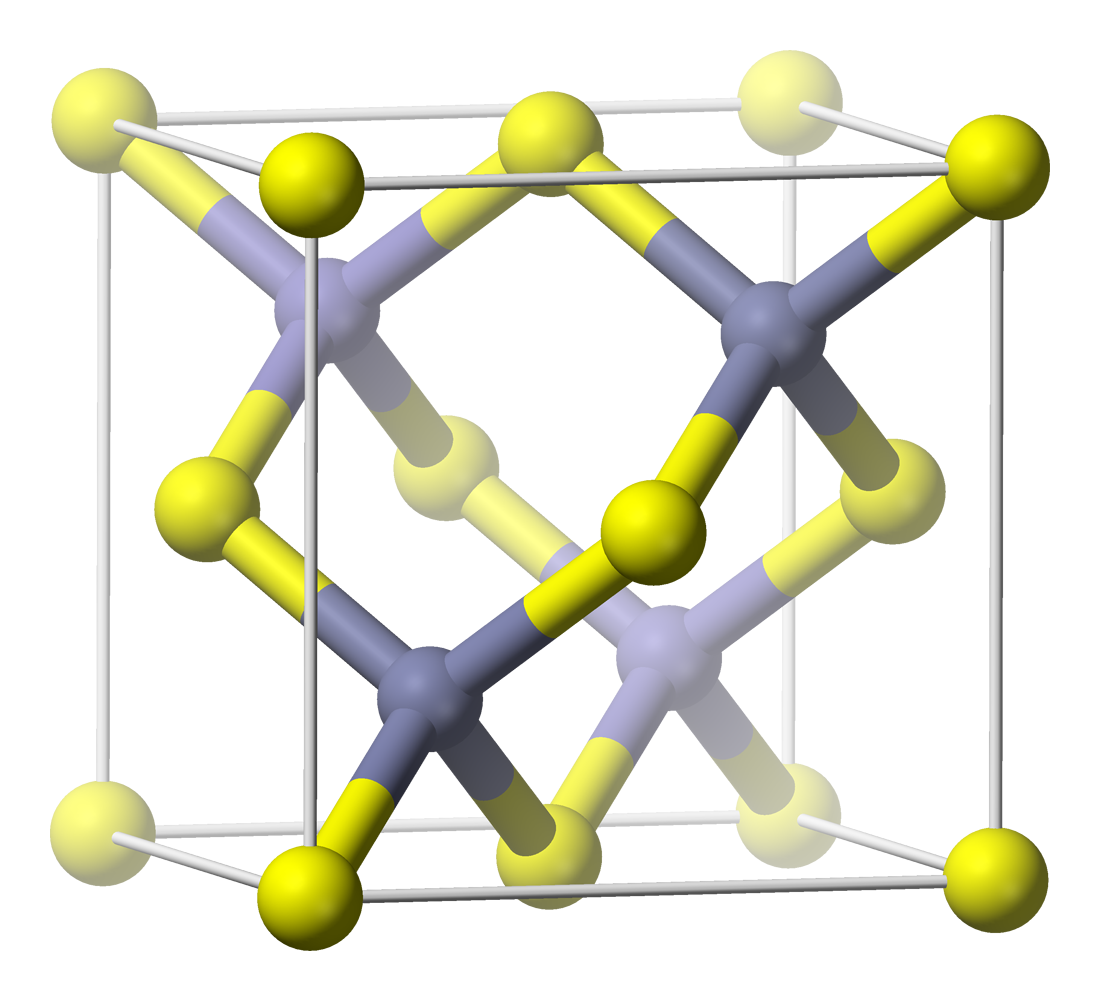
Cấu trúc tinh thể sphalerit, lập phương tâm mặt

Sphalerit kết tinh theo hệ lập phương. Trong cấu trúc tinh thể, các nguyên tử kẽm và sulfide chiếm các đỉnh của tứ diện. Cấu trúc này gần giống với cấu trúc của kim cương. Cấu trúc tương tự kết tinh theo hệ tinh thể sáu phương là cấu trúc của wurtzit. Hằng số mạng của kẽm sulfide trong cấu trúc tinh thể zincblend là 0,596 nm, được tính dựa theo dạng hình học và bán kính ion kẽm là 0,074 nm và lưu huỳnh là 0,184 nm. Nó tạo thành các lớp dạng ABCABC.

## Biến thể

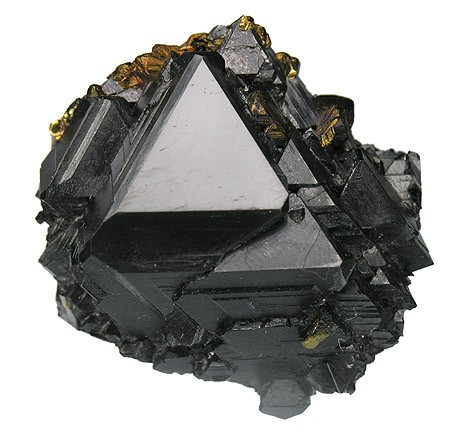
Các tinh thể spahlerit tứ diện hình dạng rõ ràng cùng với một số ít chalcopyrit cộng sinh ở Idarado Mine, Telluride, Ouray, Colorado, USA (kích thước: 2.3×2.3×1.2 cm)

Sphalerit có màu vàng, nâu, hoặc xám đến xám đen, và có thể mờ. Nó có ánh adamantin, nhựa đến bán kim đối với biến thể chứa nhiều sắt. Nó có màu vết vạch vàng hoặc nâu nhạt, độ cứng 3,5–4, và tỷ trọng 3,9–4,1. Một vài mẫu có màu ngũ sắc đỏ bên trong các tinh thể xám đen; các loại này được gọi là "ruby sphalerit." Các biến thể vàng hoặc đỏ nhạt có rất ít sắt và trong suốt, Loại đen hơn, càng mờ khi càng có nhiều sắt. Một số mẫu phát huỳnh quang khi bị chiếu tia tử ngoại. Hệ số khúc xạ của sphalerit (khi đo bằng ánh sáng natri, 589,3 nm) là 2,37. Sphalerit kết tinh theo hệ lập phương và thể hiện tính chất cát khai theo ba phương. Về mặc ngọc học, các mẫu màu nhạt ở Franklin, New Jersey có ánh huỳnh quang cam hoặc lam trong ánh sáng tử ngoại sóng dài và được gọi là cleiophane, là một biến thể ZnS gần như tinh khiết.

## Làm đá quý

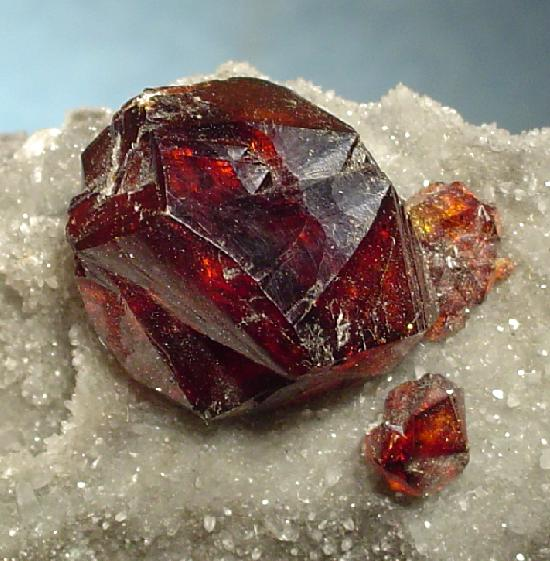
Song tinh sphalerit màu đỏ cherry chất lượng đá quý (1,8 cm) ở Hồ Nam, Trung Quốc

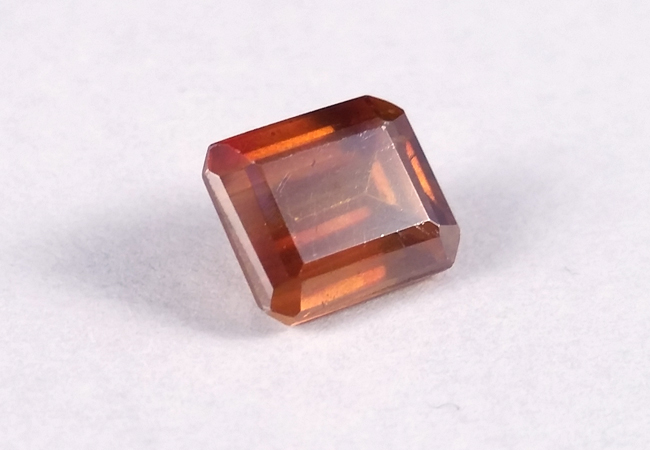
Sphalerit đã được cắt gọt, 3.86ct, Tây Ban Nha

Các tinh thể có kích thước và độ trong suốt phù hợp được đánh bóng để làm đá quý, thường được cắt theo kiểu của kim cương để thể hiện độ tán sắc lớn nhất của sphalerit đạt 0,156 (B-G interval)—hơn 3 lần độ tán sắc của kim cương. Các đá mới cắt có ánh adamantin. Do tính mềm và dễ vỡ nên nó thường không được các nhà sưu tập chú ý hoặc đặt trong bảo tàng. Loại chất lượng đá quý thường có màu vàng đến nâu vàng, đỏ đến cam hoặc lục.